# 15 Minutes (Nik Kershaw)
15 Minutes è il quinto album in studio del cantautore britannico Nik Kershaw, pubblicato il 6 aprile 1999 dall'etichetta discografica Rhino Records.

## Tracce
Testi e musiche di Nik Kershaw.
1. Somebody Loves You – 5:02
2. Have A Nice Life – 3:58
3. Billy – 4:20
4. Find Me An Angel – 5:55
5. Your Brave Face – 5:50
6. What Did You Think of it So Far – 3:56
7. God Bless – 4:24
8. Stick Around – 3:48
9. Fiction – 4:18
10. Made in Heaven – 5:56
11. Shine On – 4:54
12. 15 Minutes – 4:39

### Singoli estratti
- Somebody Loves You
- What Do You Think Of It So Far